# 上古寺
上古寺位於四川省成都市崇州市街子鎮，文物遺址年代判定為唐、清。2002年12月27日公佈為四川省第六批省級文物保護單位。